# 16-os busz (Szeged)
A szegedi 16-os jelzésű autóbusz Tarján, Víztorony tér és a Móravárosi Bevásárlóközpont között közlekedett. Betétjárata, a 16A csak a Bartók térről közlekedett Móravárosra. A vonalat a Tisza Volán Zrt. üzemeltette.

## Története
2011. június 15-én megszűnt, helyette a 13-as busz közlekedett a Napfény Parkig.